# Säkerhet för Näringsliv och Samhälle
Säkerhet för Näringsliv och Samhälle, förkortat SNOS, är en svensk tankesmedja som arbetar med opinionsbildning och forskning kring trygghetsfrågor.

## Historia
SNOS bildades 2009 på initiativ av Lennart Alexandrie, grundare av säkerhetsförlaget AR Media International. Bland medlemmarna i tankesmedjan finns både leverantörer och användare av säkerhetstjänster. Dessutom finns organisationerna Näringslivets säkerhetsdelegation (Svenskt Näringsliv) och ASIS International representerade. Tankesmedjans första ordförande var Åke Andersson, som tidigare varit informationschef för Securitas och talesman för branschorganisationen Sweguard. Under en tid var säkerhetskonsulten Dick Malmlund vice ordförande och talesperson. Hösten 2016 avgick Åke Andersson som ordförande och ersattes av Kristina Axén Olin, före detta finansborgarråd i Stockholm. Sedan 2024 är Markus Lahtinen, universitetslärare på Ekonomihögskolan vid Lunds universitet, tankesmedjans ordförande.
SNOS officiella mediekanal är sedan starten tidningen/webbplatsen SecurityUser.com.
SNOS genomför årligen fyra nätverksträffar där ett stående inslag är att en inbjuden gäst föredrar en aktuell frågeställning som rör trygghet och säkerhet.

## Årets trygghetsambassadör
År 2011 instiftade SNOS i samarbete med SecurityUser.com utmärkelsen Årets trygghetsambassadör. Utmärkelsen går till en person som arbetat för att lyfta trygghetsfrågor i samhället. 
De som mottagit priset är:
- 2024 – Jörgen Holmlund
- 2023 – Amir Rostami
- 2022 – Erik Slottner
- 2021 – Anna Flink
- 2020 – Kenny Stamatopoulos
- 2019 – Anne-Marie Eklund Löwinder[3]
- 2018 – Jale Poljarevius[4]
- 2017 – Magnus Ranstorp[5]
- 2016 – Hanne Kjöller[6]
- 2015 – Annika Brändström[7]
- 2014 – Morgan Johansson[8]
- 2013 – Björn Eriksson[9]
- 2012 – Leif G.W. Persson[10]
- 2011 – Johan Pehrson[11]

## Publikationer

### Rapporter och undersökningar
- ”Surveillance cameras and crime: a review of randomized and natural experiments”. J Scand Stud Criminol Crime Prev. 2017. doi:10.1080/14043858.2017.1387410. http://www.tandfonline.com/doi/full/10.1080/14043858.2017.1387410.
- "Svenskarnas syn på säkerhetskameror och trygghet på offentliga platser". 2014
- "Polisers syn på säkerhetskameror". 2013
- "Politikers syn på säkerhetskameror". 2012

### Debattartiklar
- "Kameraövervakning effektiv för att förebygga brottslighet" – DN, 27 april 2017
- "Kameror är effektiva och gör stor nytta" – SvD, 28 maj 2016
- "Gör det lättare att kameraövervaka" – Market.se, 29 september 2015
- "Kameror oroar DI mer än kriminaliteten" – SvD, 5 maj 2014
- "Polisen ska fokusera på att lösa brott – inte skriva av dem" – SecurityUser.com, 1/2014 s. 4